# Dietrich II. von Ahr
Dietrich II. von Ahr, auch Dirk van der Aare oder Dietrich van der Aare († 5. Dezember 1212 in Deventer, Niederlande) war Bischof von Utrecht.

## Leben
Dietrich, aus dem Geschlecht van der Aare, war zuerst Propst von Maastricht und wurde  nach dem rasch hintereinander erfolgten Tod seiner beiden Vorgänger, des Welfen Arnold I. von Isenburg († April oder Juni 1197)  und des Waiblingers Dietrich I. von Holland († 28. August 1197), zum Bischof von Utrecht gewählt. Er befand sich damals in Sizilien bei Kaiser Heinrich VI. und war bei dessen am 28. September 1197 erfolgten Tod anwesend. Dann beeilte er sich, nach Utrecht zu gelangen und hier Anfang 1198 die Bischofsweihe zu erhalten. Im Juli und August 1198 nahm er an den Krönungsfeierlichkeiten König Ottos IV. in Aachen teil, dessen besonderer Gunst er sich erfreute.
Die Bischöfe von Utrecht waren im 13. Jahrhundert mächtig genug, um die Autorität der Grafen von Holland herauszufordern, durch die sie ihre Amtsgewalt geschmälert sahen. Zu Beginn seines Episkopats musste Dietrich feststellen, dass sein Bistum aufgrund der Aktivitäten seiner Vorgänger stark verschuldet war und ging nach Friesland, um dort Geld aufzutreiben. Er gab aber nicht darauf acht, dass dem Grafen Dietrich VII. von Holland die Hälfte der Einkünfte Frieslands zustanden. Wilhelm, der nach Beendigung seines Streits mit seinem Bruder, dem Grafen Dietrich VII., in einem Teil von Friesland herrschte, nahm den Bischof im Kloster von Stavoren gefangen und wollte ihn ins Kloster von Oosterzee schaffen lassen, doch getreue Einwohner der Diözese Utrecht befreiten ihren Bischof sehr rasch. Zur Buße erklärte sich Wilhelm bereit, in Begleitung von 500 Soldaten barfüßig zum Utrechter Dom zu pilgern und den Bischof öffentlich um Vergebung zu bitten.
1202 fielen die Grafen Dietrich VII. von Holland und Otto I. von Geldern in die Diözese Utrecht ein. Doch Bischof Dietrich hatte einen mächtigen Verbündeten, den Herzog Heinrich I. von Brabant, gewonnen, der Dietrich VII. und Otto I. nach einer Schlacht bei Heusden im September 1202 gefangen nahm. Daraufhin fiel der die Lage ausnützende Bischof seinerseits plündernd in Holland ein, verheerte auch Veluwe in Gelderland, belagerte Zutphen und erzwang von den reicheren Bewohnern dieser Stadt die Übergabe enormer Geldsummen
Dietrich VII. von Holland musste ein hohes Lösegeld für seine Freilassung zahlen und starb bald darauf am 4. November 1203. Im Krieg, der nun zwischen seiner Tochter  Ada und seinem Bruder Wilhelm um den Besitz Hollands folgte, konnten Ada und ihr Gatte, der Graf Ludwig II. von Loon (oder Looz), Bischof Dietrich auf ihre Seite ziehen, indem sie ihn bestachen und ihm außerdem versprachen, im Erfolgsfall Holland von ihm als Lehen zu empfangen. Kurzzeitig waren die Verbündeten erfolgreich und verwüsteten Kennemerland, doch als dann Wilhelm wieder Vorteile gegenüber seinen Gegnern gewann, schloss der Bischof 1204 mit ihm einen Vergleich. 
Bis 1206 blieb Bischof Dietrich König Otto IV. treu, wechselte dann aber auf die Seite von dessen Gegenspieler Philipp von Schwaben. Nach Philipps Tod 1208 schwor er wieder Otto IV. Loyalität. Von seiner kirchlichen Verwaltung ist nichts bekannt. Er starb am 5. Dezember 1212 in Deventer und wurde im Utrechter Dom beigesetzt.